# Le Lys du faubourg
Pour plus de détails, voir Fiche technique et Distribution.
Le Lys du faubourg (titre original : Lady of the Pavements) est un film américain réalisé par D. W. Griffith, sorti en 1929. Il s'agit du dernier film muet de D. W. Griffith.

## Fiche technique
- Titre original : Lady of the Pavements
- Titre français : Le Lys du faubourg
- Réalisation : D. W. Griffith
- Scénario : Sam Taylor d'après l'histoire La Paiva de Karl Gustav Vollmoeller
- Musique : Irving Berlin
- Photographie : G. W. Bitzer et Karl Struss
- Production : Joseph M. Schenck
- Pays de production :  États-Unis
- Format : noir et blanc — 35 mm — 1,33:1 — son mono
- Genre : drame
- Date de sortie : 
  - États-Unis : 22 janvier 1929

## Distribution
- Lupe Vélez : Nanon del Rayon
- William Boyd : Comte Karl Von Arnim
- Jetta Goudal : Comtesse Diane des Granges
- Albert Conti : Baron Finot
- George Fawcett : Baron Haussmann
- Henry Armetta : Papa Pierre
- William Bakewell : le pianiste
- Franklin Pangborn : M'sieu Dubrey
- Paul Weigel : diplomate prusse (non crédité)
- Carrie Daumery (non créditée)